# شريان معدي أيسر
شريان معدي أيسر (بالإنجليزية: Left gastric artery)‏ وهو فرع من شريان بطني ويتفاغر مع شريان معدي أيمن.

## صور
|  |  |  |
|  |  |  |